# 石田衣良
石田衣良（1960年3月28日—），本名石平庄一，東京都江戶川區出生，是日本作家。

## 簡歷
石田衣良畢業於日本的成蹊大學經濟學系，在廣告公司工作過，亦做過倉庫管理、地下鐵工人，對人有輕微恐懼。1997年以《池袋西口公園》（池袋ウエストゲートパーク）獲得第36屆「ALL讀物」的推理小說新人獎。2003年以《4Teen》（4TEEN フォーティーン）獲得第129屆直木賞。除了寫作之外，也是自由文案工作者。筆名由姓氏「石平（羅馬拼音ISHIDAIRA，石田衣良乃為諧音）」分割而來。題材廣泛，也有「特重於女性的書寫」此般公論。作為戀愛小說家的發言也不少。

## 作品
照出版順序排列，括號內為中譯名

### 池袋西口公園系列
1. （《池袋西口公園》，木馬文化，2004年9月6日）
2. （《池袋西口公園II——計數器少年》，木馬文化，2005年2月1日）
3. （《池袋西口公園III——骨音》，木馬文化，2005年6月1日）
4. （《池袋西口公園IV——電子之星》，木馬文化，2006年1月5日）
5. （《池袋西口公園V——反自殺俱樂部》，木馬文化，2007年7月5日）
6. （《池袋西口公園VI——灰色的彼得潘》，木馬文化，2008年1月2日）
7. （《池袋西口公園Ⅶ——G少年冬戰爭》，木馬文化，2009年4月1日）
8. （《池袋西口公園Ⅷ——非正規反抗》，木馬文化，2010年9月3日）
9. （《池袋西口公園Ⅸ——龍淚》，木馬文化，2013年10月9日）
10. （《池袋西口公園Ⅹ——PRIDE》，木馬文化，2014年1月28日）
11. （《池袋西口公園Ⅺ——恨意的遊行》，木馬文化，2017年5月24日）
12. （《池袋西口公園Ⅻ——西一番街黑字節》）
13. （《池袋西口公園XIII——背叛的白卡》）
14. （《池袋西口公園XIV——七項試驗》）
15. （《池袋西口公園XV——絕望學園》）

- （《池袋西口公園外傳——赤·黑》，木馬文化，2013年8月15日）
- （《國王誕生——池袋西口公園青春篇》，木馬文化，2017年7月19日）

### 娼年系列
- 娼年 （《娼年》，中文版：尖端，2003年）
- 逝年―call boy2（「娼年」の続編）
- 爽年―call boy3（「逝年」の続編）

### 其他作品
- （《美麗的孩子》，中文版：角川，2004年）
- （《ANGEL守護天使》，中文版：尖端，2009年）
- （《波上的魔術師》，中文版：木馬文化，2006年》）
- （《慢慢說再見》，中文版：尖端，2009年）
- （《4TEEN十四歲》，中文版：尖端，2006年）
- LAST （《LAST 最後的…》，中文版：皇冠，2007年）
- （《一磅的悲傷》，中文版：尖端，2009年）
- 約束 （《心，永遠在一起》，中文版：角川，2005年）
- （《憂鬱塔國》，中文版：尖端，2005年）
- （《秋葉原@DEEP》，中文版：木馬文化，2006年》）
- 東京DOLL （《東京娃娃》，中文版：皇冠，2008年）
- （《掌心迷路 - 石田衣良極短篇》，中文版：皇冠，2009年》）
- （《花田裡的小戀人》，中文版：皇冠，2009年》）
- （《渴愛的城市》，中文版：皇冠，2011年》）
- 40―翼ふたたび
- 夕日へ続く道
- （《不眠的真珠》，中文版：皇冠，2007年）
- （《下北SUNDAYS》，中文版：青文，2007年）
- （《美丘》，中文版：角川，2009年》）
- （《愛情不是你的全部》，中文版：商周出版，2009年》）
- REVERSE（《轉轉愛》，中文版：皇冠，2011年》）
- 5年3組リョウタ組
- （《拇指的戀人》，中文版：商周出版，2010年》）
- 夜を守る
- 夜の桃
- シューカツ!
- 再生TROIS トロワ
- 6TEEN（「4TEEN」の続編）（《6TEEN》，中文版：尖端，2011年）
- チッチと子（《孤独小说家》，中文版，2016年）
- SEX（中文版：高寶，2019年）
- 明日のマーチ（《明日行進曲》，中文版：天下雜誌，2013年）
- カンタ
- スイングアウト・ブラザース
- コンカツ?（《婚活》，中文版：紅通通文化，2015年）
- ラブソファに、ひとり（《孤独的双人沙发》，中文版：青岛出版社）
- 北斗 ある殺人者の回心（《北斗: 殺人少年的懺悔》，中文版：野人，2014年）
- 余命1年のスタリオン
- 水を抱く